# Liste des accidents aériens par nombre de victimes
Pour un article plus général, voir Liste de listes d'accidents aériens.

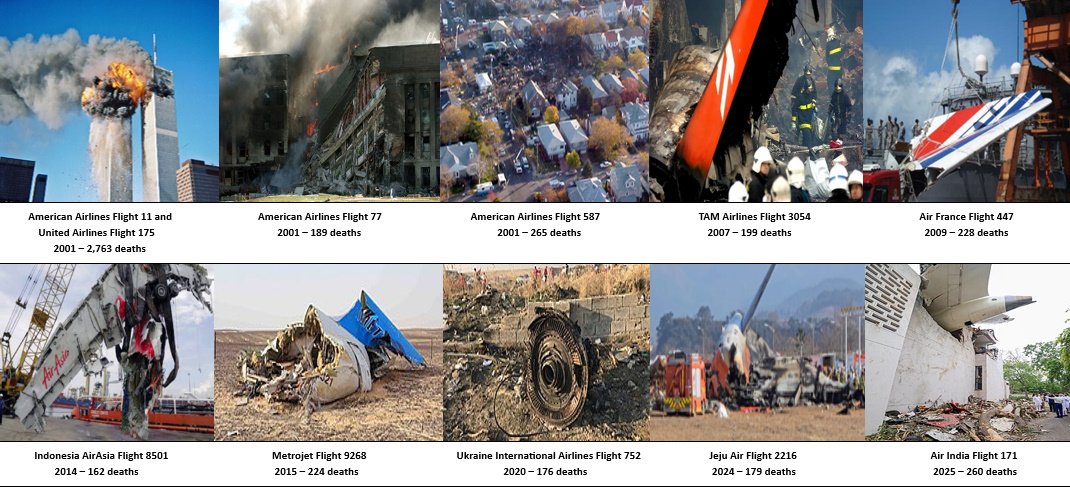
Montage photo de plusieurs accidents aériens survenus dans le monde depuis 2001.

Cette liste présente les principaux accidents aériens au regard du nombre de victimes supérieur ou égal à 100. Elle inclut les catastrophes de l'aviation commerciale, d'avion de transport militaire et des vols de l'aviation générale, quelle que soit leur origine, accidentelle ou intentionnelle (suicide, détournement, terrorisme, etc.). Le nombre de décès inclut les personnes tuées au sol et peut être supérieur au nombre de personnes à bord.

## Classement
| Rang | Date               | Morts           | Lieu                                           | Appareil                                                      | Type                                                                    | Article                                                                | Sources           |
| ---- | ------------------ | --------------- | ---------------------------------------------- | ------------------------------------------------------------- | ----------------------------------------------------------------------- | ---------------------------------------------------------------------- | ----------------- |
| —    | 11 septembre 2001  | 1 600 env.      | États-Unis, New York                           | Boeing 767-223ER                                              | Attentat-suicide                                                        | Vol American Airlines 11                                               | [ 2 ]             |
| —    | 11 septembre 2001  | 900 env.        | États-Unis, New York                           | Boeing 767-200ER                                              | Attentat-suicide                                                        | Vol United Airlines 175                                                | [ 2 ]             |
| 1    | 27 mars 1977       | 583             | Espagne, Tenerife                              | Boeing 747-121 et Boeing 747-206B                             | Collision au sol                                                        | Collision de l'aéroport de Tenerife                                    | ,                 |
| 2    | 12 août 1985       | 520             | Japon, Mont Osutaka                            | Boeing 747SR-46                                               | Décompression explosive                                                 | Vol Japan Airlines 123                                                 | [ 5 ]             |
| 3    | 12 novembre 1996   | 349             | Inde, Haryana                                  | Boeing 747-168B et Iliouchine Il-76                           | Collision en vol                                                        | Collision aérienne de Charkhi Dadri                                    | [ 6 ]             |
| 4    | 3 mars 1974        | 346             | France, Forêt d'Ermenonville                   | McDonnell Douglas DC-10-10                                    | Décompression explosive                                                 | Vol Turkish Airlines 981                                               | [ 7 ]             |
| 5    | 23 juin 1985       | 329             | Irlande, Océan Atlantique, au sud de l’Irlande | Boeing 747-237B                                               | Terrorisme                                                              | Vol Air India 182                                                      | [ 8 ]             |
| 6    | 19 août 1980       | 301             | Arabie saoudite, Riyad                         | Lockheed L-1011 TriStar                                       | Incendie en vol                                                         | Vol Saudia 163                                                         | [ 9 ]             |
| 7    | 17 juillet 2014    | 298             | Ukraine, Chakhtarsk                            | Boeing 777-200ER                                              | Abattu                                                                  | Vol Malaysia Airlines 17                                               | [ 10 ]            |
| 8    | 3 juillet 1988     | 290             | Iran, Détroit d'Ormuz                          | Airbus A300B2-200                                             | Abattu                                                                  | Vol Iran Air 655                                                       | [ 11 ]            |
| 9    | 19 février 2003    | 275             | Iran, Kerman                                   | Iliouchine Il-76                                              | Impact sans perte de contrôle                                           | Accident d'un Iliouchine Il-76 iranien                                 | [ 12 ]            |
| 10   | 25 mai 1979        | 273             | États-Unis, Des Plaines                        | McDonnell Douglas DC-10-10                                    | Décrochage                                                              | Vol American Airlines 191                                              | [ 13 ]            |
| 11   | 21 décembre 1988   | 270             | Royaume-Uni, Lockerbie                         | Boeing 747-121                                                | Terrorisme                                                              | Vol Pan Am 103                                                         | [ 14 ]            |
| 12   | 1er septembre 1983 | 269             | Russie, Mer du Japon près de l'île de Moneron  | Boeing 747-230B                                               | Abattu                                                                  | Vol Korean Air Lines 007                                               | [ 15 ]            |
| 13   | 12 novembre 2001   | 265             | États-Unis, Belle Harbor                       | Airbus A300B4-605R                                            | Défaillance structurelle                                                | Vol American Airlines 587                                              | [ 16 ]            |
| 14   | 26 avril 1994      | 264             | Japon, Komaki                                  | Airbus A300B4-622R                                            | Décrochage                                                              | Vol China Airlines 140                                                 | [ 17 ]            |
| 15   | 11 juillet 1991    | 261             | Arabie saoudite                                | Douglas DC-8-61                                               | Incendie en vol                                                         | Vol Nigeria Airways 2120                                               | [ 18 ]            |
| 16   | 12 juin 2025       | 260             | Inde, Ahmedabad                                | Boeing 787 Dreamliner                                         | Enquête en cours                                                        | Vol Air India 171                                                      | [ 19 ]            |
| 17   | 11 avril 2018      | 257             | Algérie                                        | Iliouchine Il-76                                              | Enquête en cours                                                        | Accident d'un Iliouchine Il-76 algérien                                | [ 20 ]            |
| 17   | 28 novembre 1979   | 257             | Antarctique                                    | McDonnell Douglas DC-10-30                                    | Impact sans perte de contrôle                                           | Vol Air New Zealand 901                                                | [ 21 ]            |
| 19   | 12 décembre 1985   | 256             | Canada                                         | Douglas DC-8-63CF                                             | Givrage atmosphérique et surcharge                                      | Vol Arrow Air 1285R                                                    | [ 22 ]            |
| 20   | 8 mars 2014        | 239 (présumées) | Inconnu                                        | Boeing 777-200ER                                              | Enquête en cours                                                        | Vol Malaysia Airlines 370                                              | ,                 |
| 21   | 8 janvier 1996     | 237             | République démocratique du Congo, Kinshasa     | Antonov An-32B                                                | Surcharge                                                               | Catastrophe de Kinshasa                                                | [ 25 ]            |
| 22   | 26 septembre 1997  | 234             | Indonésie                                      | Airbus A300B4-220                                             | Impact sans perte de contrôle                                           | Vol Garuda Indonesia 152                                               | [ 26 ]            |
| 23   | 17 juillet 1996    | 230             | États-Unis                                     | Boeing 747-131                                                | Explosion en vol                                                        | Vol TWA 800                                                            | [ 27 ]            |
| 24   | 2 septembre 1998   | 229             | Canada                                         | McDonnell Douglas MD-11                                       | Incendie en vol                                                         | Vol Swissair 111                                                       | [ 28 ]            |
| 24   | 6 août 1997        | 229             | Guam                                           | Boeing 747-3B5                                                | Impact sans perte de contrôle                                           | Vol Korean Air 801                                                     | [ 29 ]            |
| 26   | 1er juin 2009      | 228             | Océan Atlantique                               | Airbus A330-203                                               | Décrochage                                                              | Vol Air France 447                                                     | [ 30 ]            |
| 27   | 25 mai 2002        | 225             | Taïwan                                         | Boeing 747-209B                                               | Désintégration en vol                                                   | Vol China Airlines 611                                                 | [ 31 ]            |
| 28   | 31 octobre 2015    | 224             | Égypte, péninsule du Sinaï                     | Airbus A321-231                                               | Terrorisme                                                              | Vol Metrojet 9268                                                      | [ 32 ]            |
| 29   | 26 mai 1991        | 223             | Thaïlande                                      | Boeing 767-3Z9ER                                              | Désintégration en vol                                                   | Vol Lauda Air 004                                                      | [ 33 ]            |
| 30   | 31 octobre 1999    | 217             | États-Unis                                     | Boeing 767-366ER                                              | Suicide par pilote                                                      | Vol EgyptAir 990                                                       | [ 34 ]            |
| 31   | 1er janvier 1978   | 213             | Inde                                           | Boeing 747-237B                                               | Désorientation spatiale                                                 | Vol Air India 855                                                      | [ 35 ]            |
| 32   | 16 février 1998    | 202             | Taïwan                                         | Airbus A300B4-622R                                            | Décrochage                                                              | Vol China Airlines 676                                                 | [ 36 ]            |
| 33   | 10 juillet 1985    | 200             | Ouzbékistan                                    | Tupolev Tu-154B-2                                             | Décrochage                                                              | Vol Aeroflot 5143                                                      | [ 37 ]            |
| 34   | 17 juillet 2007    | 199             | Brésil                                         | Airbus A320-233                                               | Sortie de piste                                                         | Vol TAM 3054                                                           | [ 38 ]            |
| 35   | 4 décembre 1974    | 191             | Sri Lanka                                      | Douglas DC-8-55F                                              | Impact sans perte de contrôle                                           | Vol Martinair 138                                                      | [ 39 ]            |
| 36   | 29 octobre 2018    | 189             | Indonésie                                      | Boeing 737 Max 8                                              | Défaut de conception des commandes de vol (MCAS)                        | Vol Lion Air 610                                                       | [ 40 ]            |
| 36   | 11 septembre 2001  | 189             | États-Unis, Comté d'Arlington                  | Boeing 757-200                                                | Terrorisme                                                              | Vol American Airlines 77                                               | [ 41 ]            |
| 36   | 6 février 1996     | 189             | République dominicaine                         | Boeing 757-225                                                | Décrochage                                                              | Vol Birgenair 301                                                      | [ 42 ]            |
| 39   | 3 août 1975        | 188             | Maroc                                          | Boeing 707                                                    | Impact sans perte de contrôle                                           | Catastrophe aérienne d'Agadir                                          | [ 43 ]            |
| 40   | 9 mai 1987         | 183             | Pologne                                        | Iliouchine Il-62                                              | Incendie en vol                                                         | Vol LOT Polish Airlines 5055                                           | [ 44 ]            |
| 40   | 15 novembre 1978   | 183             | Sri Lanka                                      | Douglas DC-8-63CF                                             | Impact sans perte de contrôle                                           | Vol Loftleiðir 001                                                     | [ 45 ]            |
| 42   | 27 novembre 1983   | 181             | Espagne                                        | Boeing 747-283BM Combi                                        | Impact sans perte de contrôle                                           | Vol Avianca 011                                                        | [ 46 ]            |
| 43   | 1er décembre 1981  | 180             | France                                         | McDonnell Douglas MD-81                                       | Impact sans perte de contrôle                                           | Vol Inex-Adria Aviopromet 1308                                         | [ 47 ]            |
| 44   | 29 décembre 2024   | 179             | Corée du Sud                                   | Boeing 737-800                                                | Sortie de piste                                                         | Vol Jeju Air 2216                                                      | [ 48 ]            |
| 45   | 11 octobre 1984    | 178             | Russie                                         | Tupolev Tu-154                                                | Incursion sur piste                                                     | Vol Aeroflot 3352                                                      | [ 49 ]            |
| 45   | 11 août 1979       | 178             | Ukraine                                        | 2 Tupolev Tu-134                                              | Collision en vol                                                        | Collision aérienne de Dniprodzerjynsk                                  | ,                 |
| 47   | 8 janvier 2020     | 176             | Iran                                           | Boeing 737-800                                                | Abattu                                                                  | Vol Ukraine International Airlines 752                                 | [ 52 ]            |
| 47   | 7 juin 1989        | 176             | Suriname                                       | Douglas DC-8-62                                               | Impact sans perte de contrôle                                           | Vol Surinam Airways 764                                                | [ 53 ]            |
| 47   | 10 septembre 1976  | 176             | Croatie                                        | Hawker Siddeley Trident 3B et Douglas DC-9-32                 | Collision en vol                                                        | Collision aérienne de Zagreb                                           | ,                 |
| 47   | 22 janvier 1973    | 176             | Nigeria                                        | Boeing 707-3D3C                                               | Sortie de piste                                                         | Accident aérien de Kano                                                | [ 56 ]            |
| 51   | 13 octobre 1972    | 174             | Russie                                         | Iliouchine Il-62                                              | Indéterminé                                                             | Vol Aeroflot 217                                                       | [ 57 ]            |
| 52   | 22 août 2006       | 170             | Ukraine                                        | Tupolev Tu-154                                                | Décrochage                                                              | Vol Pulkovo Airlines 612                                               | [ 58 ]            |
| 52   | 19 septembre 1989  | 170             | Niger                                          | McDonnell Douglas DC-10-30                                    | Terrorisme                                                              | Vol UTA 772                                                            | [ 59 ]            |
| 54   | 30 janvier 2000    | 169             | Côte d'Ivoire                                  | Airbus A310-304                                               | Impact sans perte de contrôle                                           | Vol Kenya Airways 431                                                  | [ 60 ]            |
| 55   | 15 juillet 2009    | 168             | Iran                                           | Tupolev Tu-154                                                | Panne moteur                                                            | Vol Caspian Airlines 7908                                              | [ 61 ]            |
| 56   | 28 septembre 1992  | 167             | Népal                                          | Airbus A300B4-203                                             | Impact sans perte de contrôle                                           | Vol Pakistan International Airlines 268                                | [ 62 ]            |
| 56   | 31 mars 1986       | 167             | Mexique                                        | Boeing 727                                                    | Incendie en vol                                                         | Vol Mexicana 940                                                       | [ 63 ]            |
| 58   | 8 juillet 1980     | 166             | Kazakhstan                                     | Tupolev Tu-154B-2                                             | Rafale descendante                                                      | Vol Aeroflot 4225                                                      | [ 64 ]            |
| 59   | 28 décembre 2014   | 162             | Indonésie                                      | Airbus A320-216                                               | Décrochage                                                              | Vol Indonesia AirAsia 8501                                             | [ 65 ]            |
| 59   | 30 juillet 1971    | 162             | Japon                                          | Boeing 727 et North American F-86 Sabre                       | Collision en vol                                                        | Vol All Nippon Airways 58                                              | [ 66 ]            |
| 61   | 16 août 2005       | 160             | Venezuela                                      | McDonnell Douglas MD-82                                       | Décrochage                                                              | Vol West Caribbean Airways 708                                         | [ 67 ]            |
| 61   | 6 juin 1994        | 160             | Chine                                          | Tupolev Tu-154                                                | Désintégration en vol                                                   | Vol China Northwest Airlines 2303                                      | [ 68 ]            |
| 63   | 3 juin 2012        | 159             | Nigeria                                        | McDonnell Douglas MD-83                                       | Panne des deux moteurs                                                  | Vol Dana Air 0992                                                      | [ 66 ]            |
| 63   | 20 décembre 1995   | 159             | Colombie                                       | Boeing 757-223                                                | Impact sans perte de contrôle                                           | Vol American Airlines 965                                              | [ 69 ]            |
| 63   | 26 septembre 1992  | 159             | Nigeria                                        | Lockheed C-130 Hercules                                       | Panne moteur                                                            | Accident d'un C-130 de l'armée de l'air nigériane                      | [ 70 ]            |
| 63   | 28 novembre 1987   | 159             | Maurice                                        | Boeing 747-244B Combi                                         | Incendie en vol                                                         | Vol South African Airways 295                                          | [ 71 ]            |
| 67   | 22 mai 2010        | 158             | Inde                                           | Boeing 737-800                                                | Sortie de piste                                                         | Vol Air India Express 812                                              | [ 72 ]            |
| 68   | 10 mars 2019       | 157             | Éthiopie                                       | Boeing 737 Max 8                                              | Défaut de conception des commandes de vol (MCAS)                        | Vol Ethiopian Airlines 302                                             | [ 73 ]            |
| 68   | 22 décembre 1992   | 157             | Libye                                          | Boeing 727 et Mikoyan-Gourevitch MiG-23                       | Collision en vol                                                        | Vol Libyan Arab Airlines 1103                                          | [ 74 ]            |
| 70   | 16 août 1987       | 156             | États-Unis                                     | McDonnell Douglas MD-82                                       | Décrochage                                                              | Vol Northwest Airlines 255                                             | [ 75 ]            |
| 70   | 26 novembre 1979   | 156             | Arabie saoudite                                | Boeing 707                                                    | Incendie en vol                                                         | Vol Pakistan International Airlines 740                                | [ 76 ]            |
| 70   | 14 août 1972       | 156             | Allemagne                                      | Iliouchine Il-62                                              | Incendie en vol                                                         | Catastrophe de Königs Wusterhausen                                     | [ 77 ]            |
| 73   | 3 décembre 1972    | 155             | Espagne                                        | Convair 990                                                   | Désorientation spatiale                                                 | Vol Spantax 275                                                        | [ 78 ]            |
| 73   | 16 mars 1969       | 155             | Venezuela                                      | Douglas DC-9                                                  | Décrochage                                                              | Vol Viasa 742                                                          | [ 79 ]            |
| 73   | 12 mai 1968        | 155             | Vietnam                                        | Lockheed C-130 Hercules                                       | Abattu                                                                  | Accident d'un C-130 de l'US Air Force à Kham Duc                       | [ 80 ]            |
| 76   | 20 août 2008       | 154             | Espagne                                        | McDonnell Douglas MD-82                                       | Décrochage                                                              | Vol Spanair 5022                                                       | [ 81 ]            |
| 76   | 29 septembre 2006  | 154             | Brésil                                         | Boeing 737-800 et Embraer Legacy 600                          | Collision en vol                                                        | Vol Gol 1907                                                           | [ 82 ]            |
| 76   | 19 septembre 1976  | 154             | Turquie                                        | Boeing 727                                                    | Impact sans perte de contrôle                                           | Vol Turkish Airlines 452                                               | [ 83 ]            |
| 79   | 9 juillet 1982     | 153             | États-Unis                                     | Boeing 727                                                    | Rafale descendante                                                      | Vol Pan Am 759                                                         | [ 84 ]            |
| 80   | 28 juillet 2010    | 152             | Pakistan                                       | Airbus A321-231                                               | Impact sans perte de contrôle                                           | Vol Airblue 202                                                        | [ 85 ]            |
| 80   | 30 juin 2009       | 152             | Comores                                        | Airbus A310-300                                               | Décrochage                                                              | Vol Yemenia 626                                                        | [ 86 ]            |
| 82   | 24 mars 2015       | 150             | France, Massif des Trois-Évêchés               | Airbus A320-211                                               | Suicide par pilote                                                      | Vol Germanwings 9525                                                   | [ 87 ]            |
| 82   | 3 septembre 1989   | 150             | Cuba                                           | Iliouchine Il-62                                              | Rafale descendante                                                      | Vol Cubana de Aviación 9646                                            | [ 88 ]            |
| 84   | 5 septembre 2005   | 149             | Indonésie, Medan                               | Boeing 737-230                                                | Décrochage                                                              | Vol Mandala Airlines 091                                               | [ 89 ]            |
| 85   | 3 janvier 2004     | 148             | Égypte                                         | Boeing 737-300                                                | Désorientation spatiale                                                 | Vol Flash Airlines 604                                                 | [ 90 ]            |
| 85   | 19 février 1985    | 148             | Espagne                                        | Boeing 727                                                    | Impact sans perte de contrôle                                           | Vol Iberia 610                                                         | [ 91 ]            |
| 87   | 25 avril 1980      | 146             | Espagne                                        | Boeing 727                                                    | Impact sans perte de contrôle                                           | Vol Dan-Air 1008                                                       | [ 92 ]            |
| 88   | 4 juillet 2001     | 145             | Russie                                         | Tupolev Tu-154                                                | Décrochage                                                              | Vol Vladivostok Avia 352                                               | [ 93 ]            |
| 89   | 7 novembre 1996    | 144             | Nigeria                                        | Boeing 727                                                    | Décrochage                                                              | Vol ADC Airlines 086                                                   | [ 94 ]            |
| 89   | 8 février 1989     | 144             | Portugal                                       | Boeing 707-331B                                               | Impact sans perte de contrôle                                           | Vol Independent Air 1851                                               | [ 95 ]            |
| 89   | 25 septembre 1978  | 144             | États-Unis                                     | Boeing 727-214 et Cessna 172                                  | Collision en vol                                                        | Collision aérienne de San Diego                                        | [ 96 ]            |
| 92   | 23 août 2000       | 143             | Bahreïn                                        | Airbus A320                                                   | Impact sans perte de contrôle                                           | Vol Gulf Air 072                                                       | [ 97 ]            |
| 92   | 17 mars 1988       | 143             | Colombie                                       | Boeing 727                                                    | Impact sans perte de contrôle                                           | Vol Avianca 410                                                        | [ 98 ]            |
| 94   | 25 décembre 2003   | 141             | Bénin                                          | Boeing 727                                                    | Surcharge                                                               | Vol UTA 141                                                            | [ 99 ]            |
| 94   | 29 août 1996       | 141             | Norvège                                        | Tupolev Tu-154                                                | Impact sans perte de contrôle                                           | Vol Vnukovo Airlines 2801                                              | [ 100 ]           |
| 94   | 18 décembre 1995   | 141             | Angola                                         | Lockheed L-188 Electra                                        | Surcharge                                                               | Accident d'un Lockheed L-188 Electra de Trans Service Airlift          | [ 101 ]           |
| 94   | 24 novembre 1992   | 141             | Chine, District de Yanshan                     | Boeing 737 Classic                                            | Erreur de pilotage                                                      | Vol China Southern Airlines 3943                                       | [ 102 ]           |
| 98   | 30 juin 2015       | 139             | Indonésie                                      | Lockheed C-130 Hercules                                       | Panne moteur                                                            | Accident d'un Lockheed C-130 Hercules de l'armée de l'air indonésienne | [ 103 ]           |
| 99   | 4 avril 1975       | 138             | Vietnam                                        | Lockheed C-5 Galaxy                                           | Décompression explosive                                                 | Accident de Tan Son Nhut                                               | [ 104 ]           |
| 100  | 2 août 1985        | 137             | États-Unis                                     | Lockheed L-1011 TriStar                                       | Rafale descendante                                                      | Vol Delta Air Lines 191                                                | [ 105 ]           |
| 100  | 8 juin 1982        | 137             | Brésil                                         | Boeing 727                                                    | Impact sans perte de contrôle                                           | Vol VASP 168                                                           | [ 106 ]           |
| 102  | 5 octobre 1991     | 135             | Indonésie                                      | Lockheed C-130 Hercules                                       | Incendie en vol                                                         | Accident d'un C-130 de l'armée de l'air indonésienne                   | [réf. nécessaire] |
| 103  | 16 décembre 1960   | 134             | États-Unis, New York                           | Douglas DC-8 et Lockheed L-1049 Super Constellation           | Collision en vol                                                        | Collision aérienne de New York                                         | [ 107 ]           |
| 104  | 8 février 1993     | 133             | Iran                                           | Tupolev Tu-154 et Soukhoï Su-24                               | Collision en vol                                                        | Vol Iran Air Tours 962                                                 | [ 108 ]           |
| 104  | 19 octobre 1988    | 133             | Inde                                           | Boeing 737                                                    | Impact sans perte de contrôle                                           | Vol Indian Airlines 113                                                | [ 109 ]           |
| 104  | 4 février 1966     | 133             | Japon, Baie de Tokyo                           | Boeing 727                                                    | Indéterminé                                                             | Vol All Nippon Airways 60                                              | [ 110 ]           |
| 107  | 21 mars 2022       | 132             | Chine                                          | Boeing 737-800                                                | Indéterminé                                                             | Vol China Eastern Airlines 5735                                        | [réf. nécessaire] |
| 107  | 8 septembre 1994   | 132             | États-Unis, Pennsylvanie                       | Boeing 737-300                                                | Défaillance mécanique                                                   | Vol USAir 427                                                          | [ 111 ]           |
| 107  | 19 mai 1993        | 132             | Colombie                                       | Boeing 727-46                                                 | Impact sans perte de contrôle                                           | Vol SAM Colombia 501                                                   | [ 112 ]           |
| 107  | 28 juin 1982       | 132             | Biélorussie                                    | Yakovlev Yak-42                                               | Défaillance mécanique                                                   | Vol Aeroflot 8641                                                      | [ 113 ]           |
| 111  | 19 avril 2000      | 131             | Philippines                                    | Boeing 737                                                    | Impact sans perte de contrôle                                           | Vol Air Philippines 541                                                | [ 114 ]           |
| 111  | 21 octobre 1989    | 131             | Honduras                                       | Boeing 727                                                    | Impact sans perte de contrôle                                           | Vol TAN-SAHSA 414                                                      | [ 115 ]           |
| 111  | 19 novembre 1977   | 131             | Portugal                                       | Boeing 727                                                    | Sortie de piste                                                         | Vol TAP 425                                                            | [ 116 ]           |
| 114  | 8 novembre 1983    | 130             | Angola                                         | Boeing 737                                                    | Défaillances Techniques (Autorités angolaises) /Abattu (Rebelles UNITA) | Vol TAAG 462                                                           | [ 117 ]           |
| 114  | 3 juin 1962        | 130             | France, Aéroport de Paris-Orly                 | Boeing 707-328                                                | Sortie de piste                                                         | Vol Air France 007                                                     | [ 118 ]           |
| 116  | 15 avril 2002      | 129             | Corée du Sud                                   | Boeing 767-2J6ER                                              | Impact sans perte de contrôle                                           | Vol Air China 129                                                      | [ 119 ]           |
| 116  | 18 juin 1953       | 129             | Japon                                          | Douglas C-124 Globemaster II                                  | Défaillance mécanique                                                   | Catastrophe aérienne de Tachikawa                                      | [ 120 ]           |
| 118  | 2 octobre 1990     | 128             | Chine                                          | Boeing 737, Boeing 707 et Boeing 757                          | Détournement et collision au sol                                        | Collision à l'aéroport de Guangzhou Baiyun                             | ,                 |
| 118  | 21 janvier 1980    | 128             | Iran                                           | Boeing 727                                                    | Impact sans perte de contrôle                                           | Vol Iran Air 291                                                       | [ 124 ]           |
| 118  | 30 juin 1956       | 128             | États-Unis, Grand Canyon                       | Douglas DC-7 Mainliner et Lockheed L-1049 Super Constellation | Collision                                                               | Collision du Grand Canyon                                              | [ 125 ]           |
| 121  | 20 avril 2012      | 127             | Pakistan, Islamabad                            | Boeing 737                                                    | Rafale descendante                                                      | Vol Bhoja Air 213                                                      | [ 126 ]           |
| 122  | 20 août 1975       | 126             | Syrie                                          | Iliouchine Il-62                                              | Impact sans perte de contrôle                                           | Vol ČSA 540                                                            | [ 127 ]           |
| 122  | 20 avril 1967      | 126             | Chypre                                         | Bristol Britannia                                             | Impact sans perte de contrôle                                           | Catastrophe du Britannia à Nicosie                                     | [ 128 ]           |
| 124  | 9 juillet 2006     | 125             | Russie                                         | Airbus A310                                                   | Sortie de piste                                                         | Vol S7 Airlines 778                                                    | [ 129 ]           |
| 124  | 23 novembre 1996   | 125             | Comores                                        | Boeing 767-200ER                                              | Détournement                                                            | Vol Ethiopian Airlines 961                                             | [ 130 ]           |
| 124  | 3 janvier 1994     | 125             | Russie                                         | Tupolev Tu-154                                                | Incendie en vol                                                         | Vol Baikal Airlines 130                                                | [ 131 ]           |
| 127  | 5 mars 1966        | 124             | Japon                                          | Boeing 707                                                    | Désintégration en vol                                                   | Vol BOAC 911                                                           | [ 132 ]           |
| 128  | 29 février 1996    | 123             | Pérou                                          | Boeing 737                                                    | Impact sans perte de contrôle                                           | Vol Faucett Perú 251                                                   | [ 133 ]           |
| 128  | 11 juillet 1973    | 123             | France, Saulx-les-Chartreux                    | Boeing 707                                                    | Incendie en vol                                                         | Vol Varig 820                                                          | [ 134 ]           |
| 128  | 20 avril 1968      | 123             | Namibie                                        | Boeing 707                                                    | Impact sans perte de contrôle                                           | Vol South African Airways 228                                          | [ 135 ]           |
| 131  | 7 juin 2017        | 122             | Birmanie                                       | Shaanxi Y-8F-200                                              | Décrochage                                                              | Accident d'un Shaanxi Y-8 birman en 2017                               | .                 |
| 131  | 13 octobre 1973    | 122             | Russie                                         | Tupolev Tu-104                                                | Désorientation spatiale                                                 | Vol Aeroflot 964                                                       | [ 137 ]           |
| 131  | 18 mai 1972        | 122             | Ukraine                                        | Antonov An-10                                                 | Défaillance structurelle                                                | Vol Aeroflot 1491                                                      | [ 138 ]           |
| 134  | 14 août 2005       | 121             | Grèce                                          | Boeing 737-31S                                                | Dépressurisation                                                        | Vol Helios Airways 522                                                 | [ 139 ]           |
| 134  | 20 mai 1965        | 121             | Égypte                                         | Boeing 720                                                    | Impact sans perte de contrôle                                           | Vol Pakistan International Airlines 705                                | [ 140 ]           |
| 136  | 23 juin 1969       | 120             | Russie                                         | Iliouchine Il-14 et Antonov An-12                             | Collision en vol                                                        | Collision aérienne de Ioukhnov                                         | ,                 |
| 137  | 12 février 2002    | 119             | Iran                                           | Tupolev Tu-154                                                | Impact sans perte de contrôle                                           | Vol Iran Air Tours 956                                                 | [ 143 ]           |
| 137  | 11 juillet 1983    | 119             | Équateur                                       | Boeing 737                                                    | Impact sans perte de contrôle                                           | Vol TAME 173                                                           | [ 144 ]           |
| 139  | 8 octobre 2001     | 118             | Italie, Milan                                  | McDonnell Douglas MD-87 et Cessna CitationJet                 | Incursion sur piste                                                     | Collision de l'aéroport de Milan-Linate                                | [ 145 ]           |
| 139  | 18 juin 1972       | 118             | Royaume-Uni                                    | Hawker Siddeley Trident                                       | Décrochage                                                              | Vol British European Airways 548                                       | [ 146 ]           |
| 139  | 29 novembre 1963   | 118             | Canada, Sainte-Thérèse                         | Douglas DC-8                                                  | Indéterminé                                                             | Vol Trans-Canada Airlines 831                                          | [ 147 ]           |
| 142  | 22 octobre 2005    | 117             | Nigeria                                        | Boeing 737                                                    | Indéterminé                                                             | Vol Bellview Airlines 210                                              | [ 148 ]           |
| 142  | 24 janvier 1966    | 117             | France, Massif du Mont-Blanc                   | Boeing 707-437                                                | Impact sans perte de contrôle                                           | Vol Air India 101                                                      | [ 149 ]           |
| 144  | 24 juillet 2014    | 116             | Mali, Amguillis                                | McDonnell Douglas MD-83                                       | Décrochage                                                              | Vol Air Algérie 5017                                                   | [ 150 ]           |
| 144  | 8 juillet 2003     | 116             | Soudan                                         | Boeing 737                                                    | Défaillance mécanique                                                   | Vol Sudan Airways 139                                                  | [ 151 ]           |
| 144  | 20 novembre 1993   | 116             | Macédoine, Ohrid                               | Yakovlev Yak-42                                               | Impact sans perte de contrôle                                           | Vol Avioimpex 110                                                      | [ 152 ]           |
| 147  | 29 novembre 1987   | 115             | Birmanie                                       | Boeing 707-3B5C                                               | Terrorisme                                                              | Vol Korean Air 858                                                     | [ 153 ]           |
| 147  | 5 mai 1972         | 115             | Italie                                         | Douglas DC-8                                                  | Impact sans perte de contrôle                                           | Vol Alitalia 112                                                       | [ 154 ]           |
| 149  | 5 mai 2007         | 114             | Cameroun                                       | Boeing 737-800                                                | Désorientation spatiale                                                 | Vol Kenya Airways 507                                                  | [ 155 ]           |
| 150  | 3 mai 2006         | 113             | Russie                                         | Airbus A320                                                   | Impact sans perte de contrôle                                           | Vol Armavia 967                                                        | [ 156 ]           |
| 150  | 25 juillet 2000    | 113             | France, Gonesse                                | Concorde                                                      | Incendie en vol                                                         | Vol Air France 4590                                                    | [ 157 ]           |
| 150  | 31 juillet 1992    | 113             | Népal                                          | Airbus A310-304                                               | Impact sans perte de contrôle                                           | Vol Thai Airways International 311                                     | [ 158 ]           |
| 150  | 24 juin 1975       | 113             | États-Unis                                     | Boeing 727-225                                                | Rafale descendante                                                      | Vol Eastern Air Lines 66                                               | [ 159 ]           |
| 150  | 22 juin 1962       | 113             | France, Deshaies en Guadeloupe                 | Boeing 707                                                    | Indéterminé                                                             | Vol Air France 117                                                     | [ 160 ]           |
| 155  | 18 mai 2018        | 112             | Cuba                                           | Boeing 737-200                                                | Décrochage                                                              | Vol Cubana de Aviación 0972                                            | [ 161 ]           |
| 155  | 7 mai 2002         | 112             | Chine                                          | McDonnell Douglas MD-82                                       | Incendie criminel en vol                                                | Vol China Northern Airlines 6136                                       | [ 162 ]           |
| 155  | 19 juillet 1989    | 112             | États-Unis                                     | McDonnell Douglas DC-10-10                                    | Panne et explosion moteur                                               | Vol United Airlines 232                                                | [ 163 ]           |
| 155  | 23 septembre 1983  | 112             | Émirats arabes unis                            | Boeing 737-2P6                                                | Terrorisme                                                              | Vol Gulf Air 771                                                       | [ 164 ]           |
| 155  | 26 avril 1982      | 112             | Chine                                          | Hawker Siddeley Trident                                       | Impact sans perte de contrôle                                           | Vol CAAC 3303                                                          | [ 165 ]           |
| 155  | 14 mars 1972       | 112             | Émirats arabes unis                            | Sud-Aviation SE 210 Caravelle                                 | Impact sans perte de contrôle                                           | Vol Sterling Airways 296                                               | [ 166 ]           |
| 155  | 3 juillet 1970     | 112             | Espagne                                        | de Havilland Comet                                            | Impact sans perte de contrôle                                           | Vol Dan-Air 1903                                                       | [ 167 ]           |
| 162  | 6 mars 1976        | 111             | Russie                                         | Iliouchine Il-18                                              | Défaillance mécanique                                                   | Vol Aeroflot 909                                                       | [ 168 ]           |
| 162  | 4 septembre 1971   | 111             | États-Unis                                     | Boeing 727-193                                                | Impact sans perte de contrôle                                           | Vol Alaska Airlines 1866                                               | [ 169 ]           |
| 162  | 24 décembre 1966   | 111             | Vietnam                                        | Canadair CL-44                                                | Impact sans perte de contrôle                                           | Accident d'un Canadair CL-44 de Flying Tiger Line                      | [ 170 ]           |
| 162  | 4 mars 1962        | 111             | Cameroun                                       | Douglas DC-7                                                  | Indéterminé                                                             | Vol Caledonian Airways 153                                             | [ 171 ]           |
| 166  | 11 mai 1996        | 110             | États-Unis                                     | Douglas DC-9-32                                               | Incendie en vol                                                         | Vol ValuJet 592                                                        | [ 172 ]           |
| 166  | 27 novembre 1989   | 110             | Colombie                                       | Boeing 727                                                    | Terrorisme                                                              | Vol Avianca 203                                                        | [ 173 ]           |
| 166  | 23 décembre 1984   | 110             | Russie                                         | Tupolev Tu-154B-2                                             | Incendie en vol                                                         | Vol Aeroflot 3519                                                      | [ 174 ]           |
| 166  | 22 août 1981       | 110             | Taïwan                                         | Boeing 737-222                                                | Désintégration en vol                                                   | Vol Far Eastern Air Transport 103                                      | [ 175 ]           |
| 168  | 27 avril 1974      | 109             | Russie                                         | Iliouchine Il-18                                              | Panne moteur                                                            | Accident d'un Iliouchine Il-18 d'Aeroflot à Leningrad                  | [ 176 ]           |
| 168  | 1er octobre 1972   | 109             | Russie                                         | Iliouchine Il-18                                              | Impact sans perte de contrôle                                           | Vol Aeroflot 1036                                                      | [ 177 ]           |
| 168  | 5 juillet 1970     | 109             | Canada                                         | Douglas DC-8                                                  | Explosion en vol                                                        | Vol Air Canada 621                                                     | [ 178 ]           |
| 171  | 10 décembre 2005   | 108             | Nigeria                                        | Douglas DC-9                                                  | Rafale descendante                                                      | Vol Sosoliso Airlines 1145                                             | [ 179 ]           |
| 171  | 22 septembre 1993  | 108             | Géorgie, Soukhoumi                             | Tupolev Tu-154                                                | Abattu                                                                  | Blocus de l'aéroport de Soukhoumi                                      | [ 180 ]           |
| 171  | 31 juillet 1992    | 108             | Chine                                          | Yakovlev Yak-42                                               | Décrochage                                                              | Vol China General Aviation 7552                                        | [ 181 ]           |
| 171  | 18 janvier 1988    | 108             | Chine                                          | Iliouchine Il-18                                              | Incendie en vol                                                         | Vol China Southwest Airlines 4146                                      | [ 182 ]           |
| 171  | 23 décembre 1978   | 108             | Italie                                         | Douglas DC-9                                                  | Impact sans perte de contrôle                                           | Vol Alitalia 4128                                                      | [ 183 ]           |
| 171  | 30 septembre 1973  | 108             | Russie                                         | Tupolev Tu-104                                                | Désorientation spatiale                                                 | Vol Aeroflot 3932                                                      | [ 184 ]           |
| 171  | 10 avril 1973      | 108             | Suisse                                         | Vickers Vanguard                                              | Impact sans perte de contrôle                                           | Vol Invicta International Airlines 435                                 | [ 185 ]           |
| 171  | 21 février 1973    | 108             | Égypte                                         | Boeing 727                                                    | Abattu                                                                  | Vol Libyan Arab Airlines 114                                           | [ 186 ]           |
| 179  | 22 avril 1974      | 107             | Indonésie                                      | Boeing 707-321B                                               | Impact sans perte de contrôle                                           | Vol Pan Am 812                                                         | [ 187 ]           |
| 179  | 16 novembre 1967   | 107             | Russie                                         | Iliouchine Il-18                                              | Défaillance mécanique                                                   | Vol Aeroflot 2230                                                      | [ 188 ]           |
| 179  | 16 mars 1962       | 107             | Océan Pacifique                                | Lockheed Constellation                                        | Indéterminé                                                             | Vol Flying Tiger Line 739                                              | [ 189 ]           |
| 182  | 6 décembre 2005    | 106             | Iran                                           | Lockheed C-130 Hercules                                       | Défaillance mécanique                                                   | Accident d'un C-130 Hercules iranien                                   | [ 190 ]           |
| 182  | 22 décembre 1973   | 106             | Maroc                                          | Sud-Aviation SE 210 Caravelle                                 | Impact sans perte de contrôle                                           | Accident d'une Caravelle de Royal Air Maroc                            | [ 191 ]           |
| 184  | 3 février 2005     | 105             | Afghanistan                                    | Boeing 737-242                                                | Impact sans perte de contrôle                                           | Vol Kam Air 904                                                        | [ 192 ]           |
| 185  | 2 février 1998     | 104             | Philippines                                    | Douglas DC-9                                                  | Impact sans perte de contrôle                                           | Vol Cebu Pacific 387                                                   | [ 193 ]           |
| 185  | 19 décembre 1997   | 104             | Indonésie                                      | Boeing 737-36N                                                | Suicide par pilote ou défaillance mécanique                             | Vol SilkAir 185                                                        | [ 194 ]           |
| 185  | 7 janvier 1972     | 104             | Espagne                                        | Sud-Aviation SE 210 Caravelle                                 | Impact sans perte de contrôle                                           | Vol Iberia 602                                                         | [ 195 ]           |
| 185  | 1er février 1963   | 104             | Turquie                                        | Vickers Viscount et Douglas C-47 Skytrain                     | Collision en vol                                                        | Collision aérienne d'Ankara                                            | [ 196 ]           |
| 189  | 12 mai 2010        | 103             | Libye                                          | Airbus A330-202                                               | Impact sans perte de contrôle                                           | Vol Afriqiyah Airways 771                                              | [ 197 ]           |
| 189  | 4 mai 2002         | 103             | Nigeria                                        | BAC 1-11                                                      | Décrochage                                                              | Vol EAS Airlines 4226                                                  | ,                 |
| 191  | 1er janvier 2007   | 102             | Indonésie                                      | Boeing 737-4Q8                                                | Désorientation spatiale                                                 | Vol Adam Air 574                                                       | [ 200 ]           |
| 191  | 6 mars 2003        | 102             | Algérie                                        | Boeing 737-2T4                                                | Décrochage                                                              | Vol Air Algérie 6289                                                   | [ 201 ]           |
| 191  | 15 février 1970    | 102             | République dominicaine                         | Douglas DC-9                                                  | Panne moteur                                                            | Accident d'un DC-9 de Dominicana de Aviación                           | [ 202 ]           |
| 191  | 7 février 1968     | 102             | Inde                                           | Antonov An-12                                                 | Indéterminé                                                             | Accident d'un Antonov An-12 de la Force aérienne indienne (en)         | [ 203 ]           |
| 195  | 11 décembre 1998   | 101             | Thaïlande                                      | Airbus A310-200                                               | Décrochage                                                              | Vol Thai Airways International 261                                     | [ 204 ]           |
| 195  | 29 décembre 1972   | 101             | États-Unis                                     | Lockheed L-1011 TriStar                                       | Impact sans perte de contrôle                                           | Vol Eastern Air Lines 401                                              | [ 205 ]           |
| 195  | 31 août 1972       | 101             | Russie                                         | Iliouchine Il-18                                              | Incendie en vol                                                         | Vol Aeroflot 558                                                       | [ 205 ]           |
| 195  | 9 août 1970        | 101             | Pérou                                          | Lockheed L-188 Electra                                        | Défaillance mécanique                                                   | Vol LANSA 502 (en)                                                     | [ 206 ]           |
| 195  | 3 novembre 1963    | 101             | États-Unis                                     | Douglas DC-7                                                  | Indeterminé                                                             | Vol Northwest Orient Airlines 293                                      | [ 207 ]           |
| 200  | 4 décembre 1977    | 100             | Malaisie                                       | Boeing 737-2H6                                                | Détournement                                                            | Vol Malaysian Airline System 653                                       | [ 208 ]           |
| 200  | 20 mars 1969       | 100             | Égypte                                         | Iliouchine Il-18                                              | Impact sans perte de contrôle                                           | Accident d'un Iliouchine Il-18 à l'aéroport d'Assouan (en)             | [ 209 ]           |